# 카렐리야 자치 소비에트 사회주의 공화국의 국기

카렐리야 자치 소비에트 사회주의 공화국의 국기

카렐리야 자치 소비에트 사회주의 공화국의 국기는 러시아 소비에트 연방 사회주의 공화국의 국기에 러시아어로 카렐리야 ACCP( 러시아어:Карельская Автономная Советская Социалистическая Республика)와 핀란드어로 카렐리야 ASNT( 핀란드어:Karjalan autonominen sosialistinen neuvostotasavalta)라고 쓰여있다.

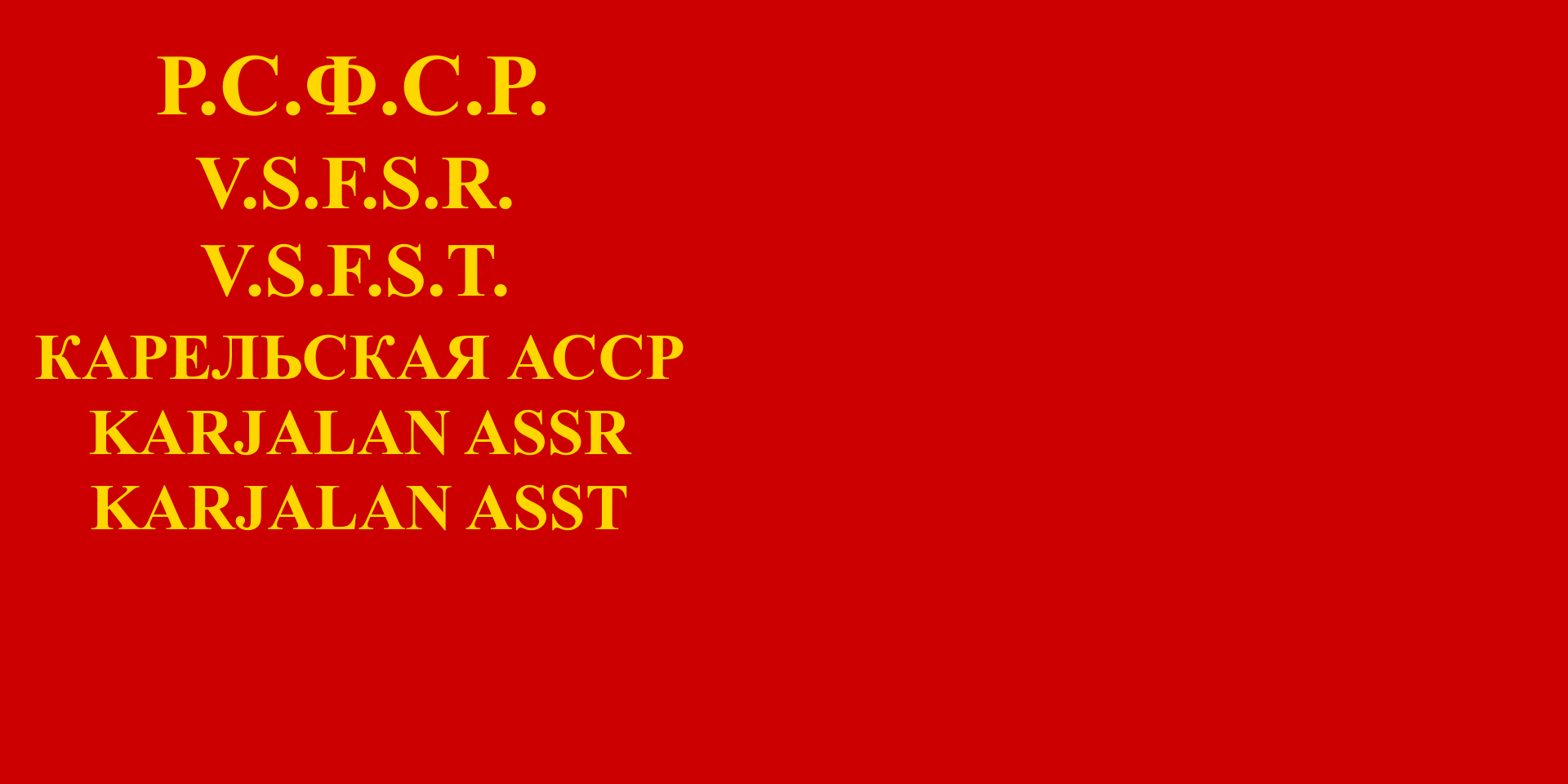
1937년-1938년
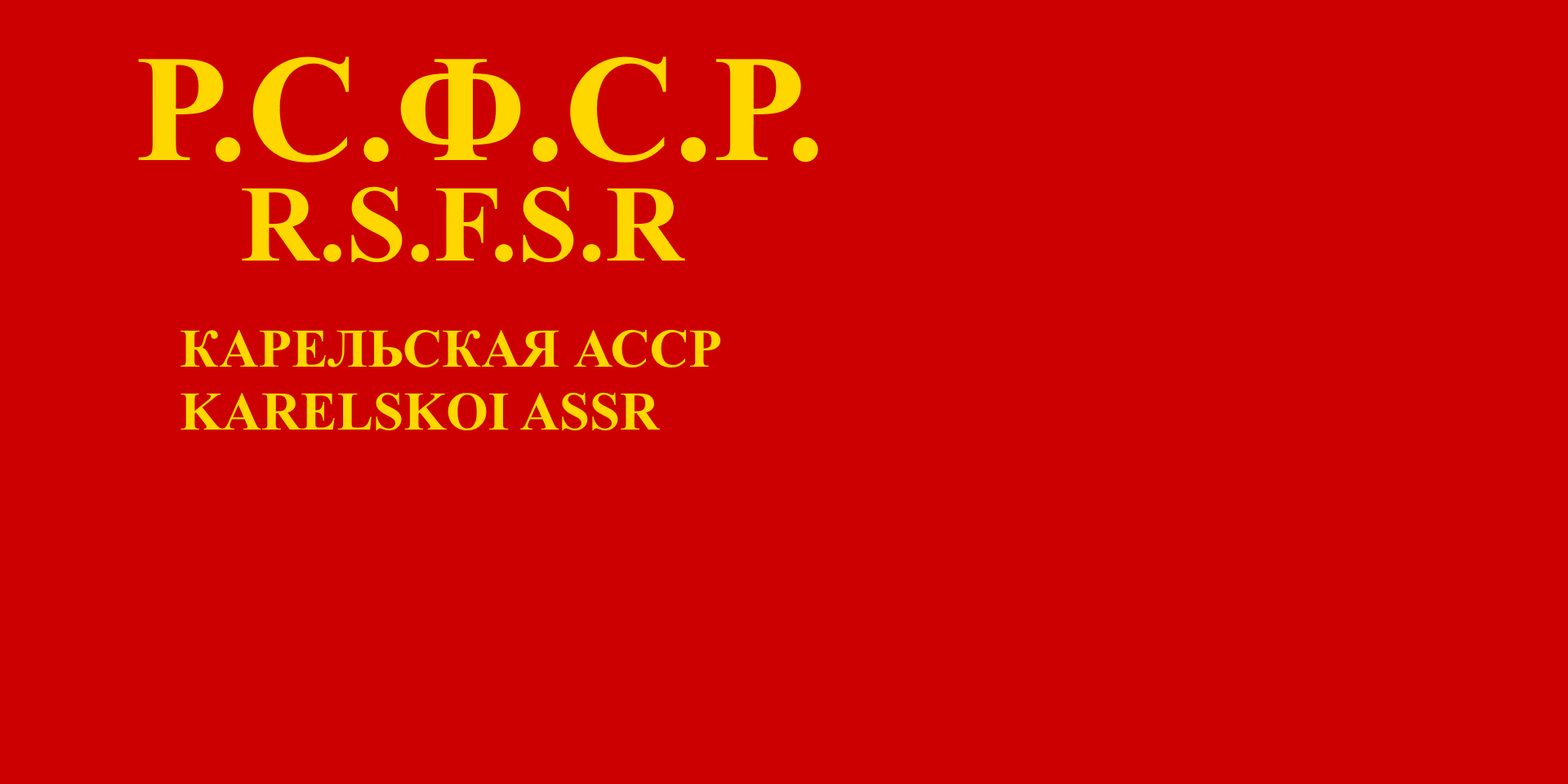
1939년~1940년
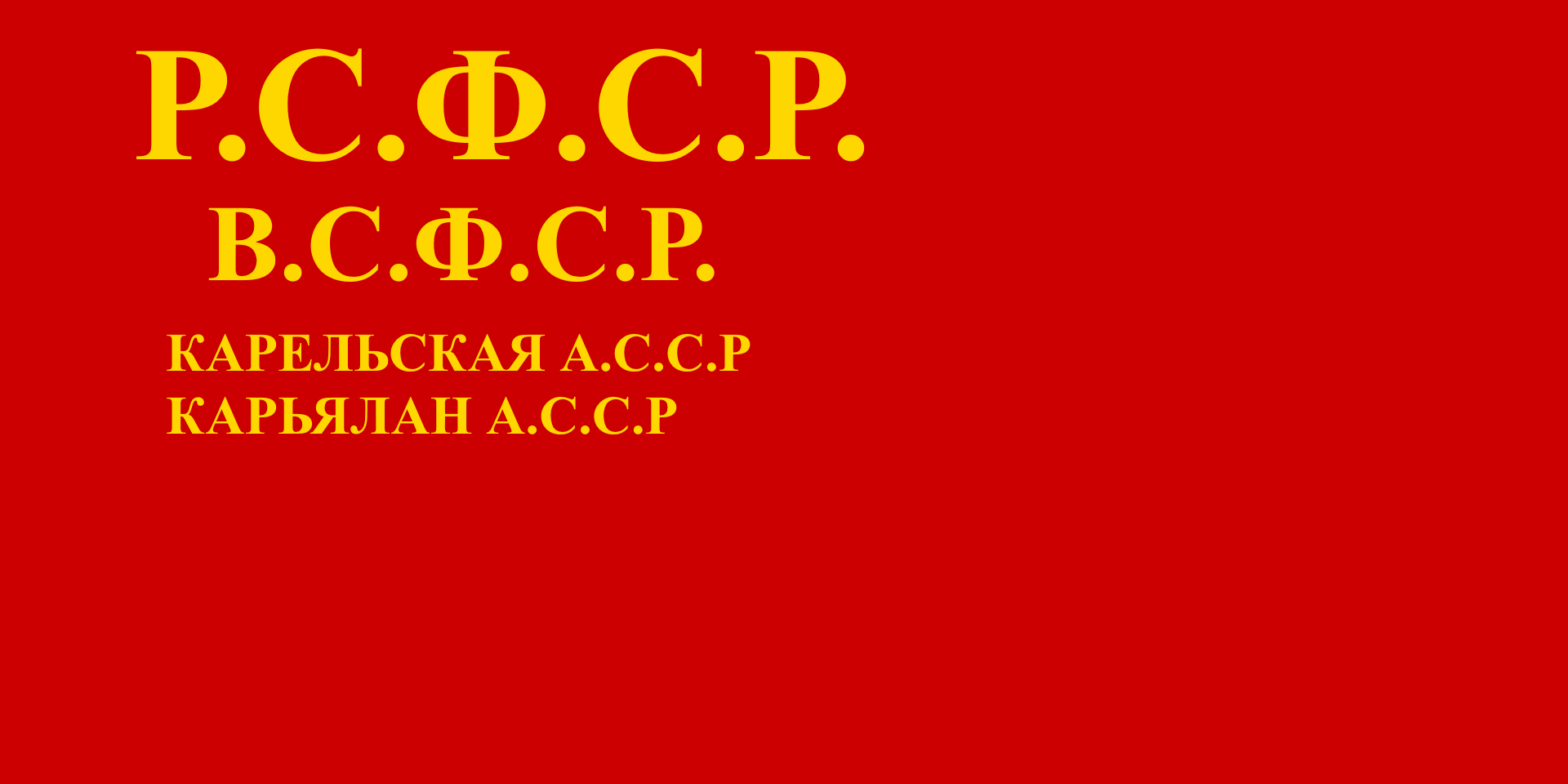
1939년~1940년
1956년~1978년
1978년~1991년
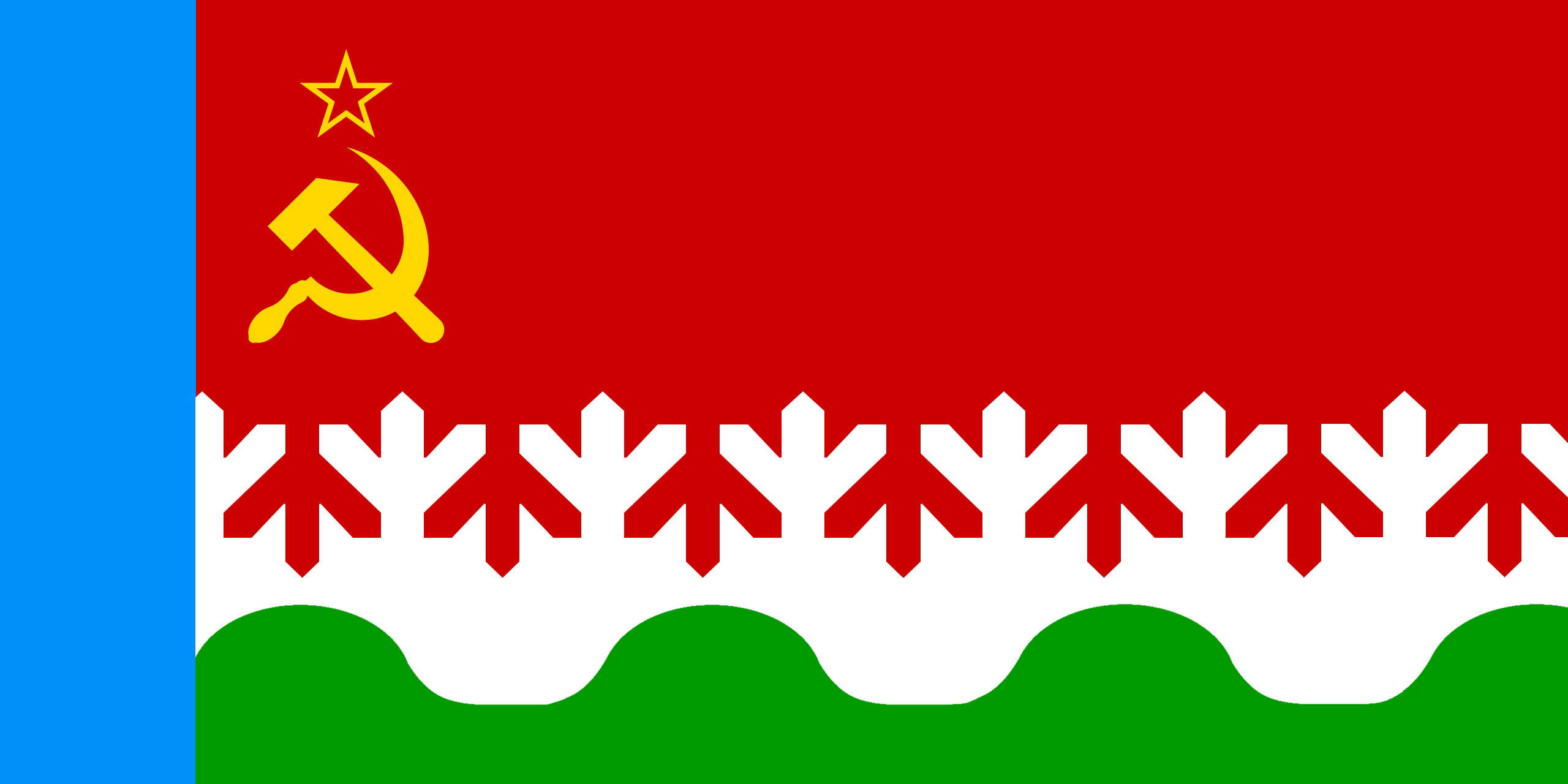
1976년 제안된 국기